# Lucien Tesnière
Lucien Tesnière (Mont-Saint-Aignan, 13 mei 1893 – Montpellier, 6 december 1954) was een prominente en invloedrijke Franse taalkundige. Hij staat vooral bekend voor de theoretische ontwikkelingen in zijn Éléments de syntaxe structurale, die vormgaven aan de latere dependentiegrammatica.

## Biografie

### Vroege jaren
Lucien Tesnière werd geboren in op 13 mei 1893 in Mont-Saint-Aignan, Normandië. Hij studeerde in Rouen waar hij naast Latijn en Grieks ook Duits leerde en in 1910 slaagde voor het baccalaureaat. Het jaar daarop ging hij naar Engeland om Engels en Firenze om Italiaans te leren. Van 1912 tot 1913 studeerde hij aan de Sorbonne voor een licentiaat in Duits, Engels en Oudnoords, waarna hij zich in Leipzig verder toelegde op Germaanse talen en in Wenen op het Kroatisch. Hij verdedigde in juni 1914 zijn masterproef, dat in het Duits was geschreven.

### WO I
Tesnière was 21 bij de uitbraak van de Eerste Wereldoorlog. Hij werd gemobiliseerd, naar het front gestuurd en door de vijand gevangengenomen. Tijdens zijn gevangenschap leerde hij Hebreeuws, Russisch, Bretons, Lets, Hongaars en een beetje Nederlands en Fins; ook raakte hij bevriend met de hellenist Mario Meunier. Zijn talenkennis maakte hem nuttig voor de Duitse autoriteiten, waardoor hij dienst moest doen als tolk. Na de oorlog werkte hij in Parijs voor een jaar bij een internationaal persbureau.

### Interbellum
Van 1919 tot 1920 studeerde Tesnière taalkunde aan de Sorbonne bij Joseph Vendryes en aan de Collège de France bij Antoine Meillet. Hij was tolk Duits-Sloveens voor de Franse delegatie bij het Karinthisch plebisciet. Vervolgens verbleef hij vier jaar in Ljubljana als docent bij de universiteit daar en stichtte hij de Institut français. Tesnière trouwde in januari 1921 met Jeanne Roulier in Zagreb, met wie hij drie kinderen zou krijgen. In Joegoslavië deed hij onderzoek naar de dualis in het Sloveens voor zijn scriptie, dat hij in mei 1925 verdedigde.
In februari 1924 werd Tesnière associate professor Slavische taal en literatuur aan de Universiteit van Straatsburg en doceerde hij daar Russisch en Oudkerkslavisch. Hij ging enkele keren op onderzoek in Rusland en Tsjecho-Slowakije, waar hij Tsjechisch leerde en de fundamenten van het Slowaaks. In 1929 begon hij in samenwerking met Meillet aan een atlas van de Slavische talen. In 1934 publiceerde hij zijn Petite grammaire russe en zijn bekende Comment construire une syntaxe?. Hij onderrichte ook Slavische moedertaalsprekers in het Frans. In 1937 werd Tesnière hoogleraar in de comparatieve taalkunde aan de Universiteit van Montpellier, maar hij doceerde ook structurele syntaxis. Hij had een goede reputatie bij zijn studenten als onderzoeker en docent.

### Laatste jaren
Tijdens de Tweede Wereldoorlog deed Tesnière dienst als cryptograaf. Vanaf 1947 ontwikkelde hij problemen met zijn gezondheid die bij hem zouden blijven tot zijn dood. In 1953 werkte hij een Petite grammaire allemande van 300 pagina's af, dat hij niet publiceerde. Hij stierf op 6 december 1954 zonder zijn Éléments zelf uit te geven.

## Hoofdwerken
- (1934) Petite grammaire russe. Parijs: Henri Didier.
- (1934) Comment construire une syntaxe?.
- (1938) Cours élémentaire de syntaxe structurale.
- (1943) Cours de syntaxe structurale.
- (1953) Esquisse d'une syntaxe structurale. Parijs: Klincksieck.
- (1959) Éléments de syntaxe structurale. Parijs: Klincksieck.

- Bibsys: 90235942
- Biblioteca Nacional de España: XX980832
- Bibliothèque nationale de France: cb12291784p (data)
- CiNii: DA01234834
- Gemeinsame Normdatei: 118801678
- International Standard Name Identifier: 0000 0001 0915 5277
- Library of Congress Control Number: n83010826
- Nationale Bibliotheek van Letland: 000221968
- Bibliotheek van het Japanse parlement: 01101738
- Nationale Bibliotheek van Tsjechië: mzk2005271873
- Nationale bibliotheek van Australië: 35765564
- Nationale Bibliotheek van Israël: 987007273806405171
- Nederlandse Thesaurus van Auteursnamen: 068435541
- Système universitaire de documentation: 031763057
- Trove: 1077356
- Virtual International Authority File: 73916894
- WorldCat: E39PBJrgJDp7ddwdvd6jrtDH4q